# Wang Xiaoli

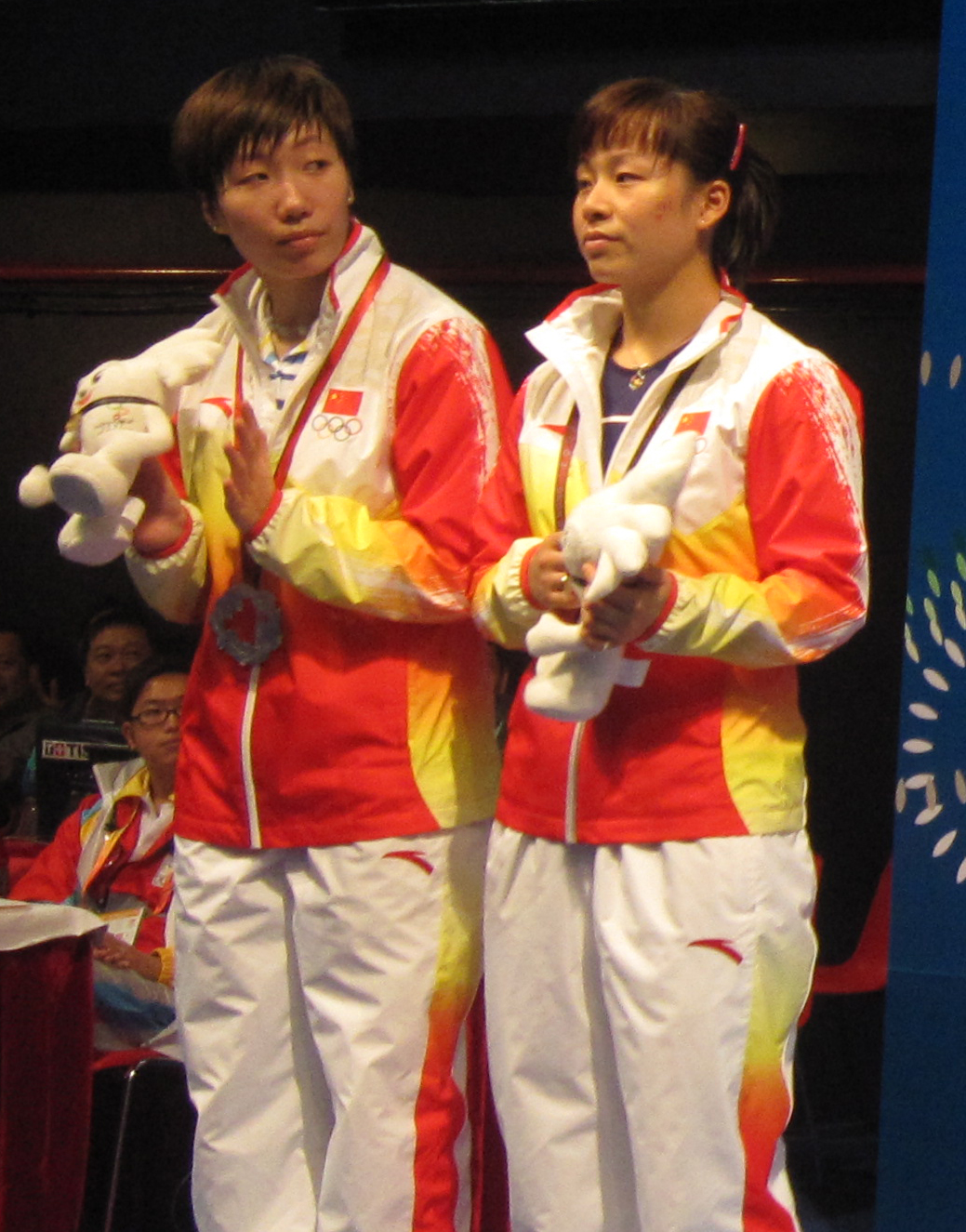
Wang Xiaoli (links) mit Ma Jin 2009

Wang Xiaoli (chinesisch 王晓理, Pinyin Wáng Xiăolĭ; * 24. Juni 1989 in Hubei) ist eine chinesische Badmintonspielerin.

## Erfolge
Wang Xiaoli gehört zur neuen Generation von Weltklassespielerinnen aus dem Reich der Mitte. 2006 gewann sie mit Ma Jin die Junioren-Badmintonasienmeisterschaft. Drei Jahre später holten beide bereits Bronze bei den Erwachsenen bei der Badminton-Weltmeisterschaft 2009. Die China Masters 2009 gewann sie im Mixed mit Tao Jiaming, die German Open im Doppel einmal mehr mit Ma Jin. Beide gewannen auch die Japan Open 2009, die French Open 2009, die Hong Kong Open 2009 und die Badminton-Asienmeisterschaft 2009. Beim Uber Cup 2010 reichte es jedoch nur zum Vizeweltmeistertitel. Zweite Plätze gab es auch bei der Malaysia Super Series 2010. 2011 wurde sie Weltmeisterin im Damendoppel. Bei den Olympischen Spielen 2012 wurde sie gemeinsam mit ihrer Partnerin Yu Yang vom Weltverband wegen Spielmanipulation von den Spielen disqualifiziert. Im letzten Gruppenspiel zeigten die beiden sichtbar nicht den Willen, das Spiel gewinnen zu wollen, da sie bei einer Niederlage in der anschließenden K.O.-Runde auf vermeintlich schwächere Gegner getroffen wären.
2013 erreichte Wang Xiaoli mit ihrer Partnerin Yu Yang das Finale im Damendoppel der Indonesia Open, das gegen die chinesische Paarung Cheng Shu und Bao Yixin in drei Sätzen verloren wurde.